# Chiesa di San Giovanni delle Formiche
("Effemeride sacra profana di quanto di memorabile sia successo in Bergamo" 1676-Donato Calvi)
La chiesa di San Giovanni delle Formiche è un edificio di culto di Foresto Sparso, della provincia e Diocesi di Bergamo. L'edificio è posto sulla sommità del monte Conisio. 

## Storia
La chiesa ha una storia antica venendo nominata in un documento dell'830 e successivamente in quello del 1260, elenco delle chiese che dovevano versare un censo alla chiesa di Roma. Il documento indica: S. Joannis de Cunisio in Plebatu de Calepio. Il nome è legato a un evento straordinario che lo storico Donato Calvi descrisse nel 1676.
L'edificio fu ampliato nel 1635 con la sostituzione delle antiche mattonelle in cotto del soffitto e con l'innalzamento della torre campanaria. I locali della sacrestia furono ultimati solo nel 1736.
La nobile famiglia Alessandri, nel nome di Marco, acquistò nel 1767 dalla repubblica di Venezia la chiesa che fu poi concessa per l'uso liturgico al parroco di Foresto Sparso, come concessione temporanea della durata di 15 anni, da Achille Alessandri, nel 1831.
Il Novecento vide la trasformazione dei locali monastici in albergo e dopo la seconda guerra mondiale, la famiglia Quadri che ne aveva il diritto di proprietà, li abbandonò diventando  oggetto di devastazione. Nel 1988, la famiglia Vigani, nuova proprietaria restaurò la chiesa e nel 1990 la cedette alla parrocchia. Fu nuovamente consacrata dal monsignor Ermenegildo Camozzi nel 1990. La chiesa è oggetto di visitazione.

## Descrizione

### Esterno
L'edificio di culto è posto in posizione sopraelevata sulla cima del monte Conisio, sul confine tra i comuni di Villongo, Foresto Sparso, Gandosso e Zandobbio. La chiesa veniva anticamente conosciuta con il nome della località: San Giovanni in Coisio. Il tempio ha il classico orientamento con abside a est preceduto dal sagrato, ed è completamente in pietra a vista. Il fronte principale a capanna è molto semplice e ospita il portale del XVI secolo, sopraelevato da quattro gradini,  con paraste e architrave, il tutto in pietra di Sarnico. La facciata si completa dalla finestra laterale completa di inferriata e di una lunetta e dal rosone sagomato.
Sui lati ovest e sud vi erano gli ambienti monastici dalla forma a L, completamente modificati durante il Novecento.
La torre campanaria, a doppio ordine, ha una struttura più robusta nella parte inferiore, sicuramente più antico, a indicare una presunta sua destinazione a torre medioevale. La parte superiore fu innalzata solo nel Cinquecento.

### Interno
L'aula di piccole dimensioni e a pianta rettangolare, è parzialmente intonacata con alcune parti in pietra. Sul lato sinistro vi è l'unico altare dedicato alla Madonna Addolorata. La sala termina con la zona presbiteriale, anticipata dall'arco trionfale a tutto sesto, con coro liscio ed è leggermente più stretta della navata, con copertura a botte. Si presume che anticamente l'abside fosse semicircolare.